# Флаги Карелии
Список флагов муниципальных образований Республики Карелия Российской Федерации.
На 1 января 2020 года в Республике Карелия насчитывалось 125 муниципальных образований — 2 городских округа, 16 муниципальных районов, 22 городских поселения и 85 сельских поселений.

## Флаги городских округов
| Флаг | Наименование                           | Дата утверждения | Номер в ГГР |
| ---- | -------------------------------------- | ---------------- | ----------- |
|      | Флаг Костомукшского городского округа  | 31 января 2013   | 8138        |
|      | Флаг Петрозаводского городского округа | 1 марта 2001     | не внесен   |

## Флаги муниципальных районов
| Флаг | Наименование                                            | Дата утверждения | Номер в ГГР |
| ---- | ------------------------------------------------------- | ---------------- | ----------- |
|      | Флаг Беломорского муниципального района                 | 18 сентября 2019 | 12590       |
|      | Флаг Калевальского национального района                 | 17 октября 2019  | 13253       |
|      | Флаг Кемского муниципального района                     | 30 апреля 2013   | 8399        |
|      | Флаг Кондопожского муниципального района                | 23 октября 2019  | 13251       |
|      | Флаг Лахденпохского муниципального района               | 10 октября 2019  | 12683       |
|      | Флаг муниципального образования «Лоухский район»        | 26 июня 2013     | 8545        |
|      | Флаг муниципального образования «Медвежьегорский район» | 22 мая 2018      | 11893       |

| Флаг | Наименование                                        | Дата утверждения | Номер в ГГР |
| ---- | --------------------------------------------------- | ---------------- | ----------- |
|      | Флаг Олонецкого национального муниципального района | 23 апреля 2013   | 8403        |
|      | Флаг Питкярантского муниципального района           | 30 ноября 2016   | 11199       |
|      | Флаг Прионежского муниципального района             | 24 декабря 2019  | 12674       |
|      | Флаг Пудожского муниципального района               | 21 декабря 2018  | 12189       |
|      | Флаг Сегежского муниципального района               | 30 октября 2019  | 12757       |
|      | Флаг Сортавальского муниципального района           | 28 ноября 2019   | 12684       |
|      | Флаг муниципального образования «Суоярвский район»  | 28 сентября 2017 | 11622       |

## Флаги городских поселений
| Флаг | Наименование                                                                        | Дата утверждения | Номер в ГГР |
| ---- | ----------------------------------------------------------------------------------- | ---------------- | ----------- |
|      | Флаг Беломорского городского поселения Беломорского муниципального района           | 18 сентября 2019 | 12592       |
|      | Флаг Калевальского городского поселения Калевальского муниципального района         | 10 октября 2013  | 8738        |
|      | Флаг Лоухского городского поселения Лоухского муниципального района                 | 17 июня 2013     | 8893        |
|      | Флаг Муезерского городского поселения Муезерского муниципального района             | 20 ноября 2019   | 12815       |
|      | Флаг Надвоицкого городского поселения Сегежского муниципального района              | 23 января 2014   | 9090        |
|      | Флаг Олонецкого городского поселения Олонецкого национального муниципального района | 1 апреля 2014    | 9296        |
|      | Флаг Пиндушского городского поселения Медвежьегорского муниципального района        | 22 октября 2020  |             |
|      | Флаг Питкярантского городского поселения Питкярантского муниципального района       | 15 сентября 2016 | 11137       |

| Флаг | Наименование                                                                  | Дата утверждения | Номер в ГГР |
| ---- | ----------------------------------------------------------------------------- | ---------------- | ----------- |
|      | Флаг Повенецкого городского поселения Медвежьегорского муниципального района  | 23 января 2014   | 9290        |
|      | Флаг Пудожского городского поселения Пудожского муниципального района         | 30 марта 2016    | 10917       |
|      | Флаг Пяозерского городского поселения Лоухского муниципального района         | 25 июня 2013     | 8761        |
|      | Флаг Сегежского городского поселения Сегежского муниципального района         | 23 сентября 2013 | 8778        |
|      | Флаг Сортавальского городского поселения Сортавальского муниципального района | 25 февраля 2020  | 12889       |
|      | Флаг Суоярвского городского поселения Суоярвского муниципального района       | 25 января 2017   | 11260       |
|      | Флаг Чупинского городского поселения Лоухского муниципального района          | 6 марта 2013     | 8143        |

## Флаги сельских поселений
| Флаг | Наименование                                                                          | Дата утверждения | Номер в ГГР |
| ---- | ------------------------------------------------------------------------------------- | ---------------- | ----------- |
|      | Флаг Амбарнского сельского поселения Лоухского муниципального района                  | 12 августа 2013  | 8938        |
|      | Флаг Боровского сельского поселения Калевальского муниципального района               | 25 ноября 2013   | 8919        |
|      | Флаг Валдайского сельского поселения Сегежского муниципального района                 | 21 февраля 2014  | 9302        |
|      | Флаг Великогубского сельского поселения Медвежьегорского муниципального района        | 21 декабря 2016  | 11254       |
|      | Флаг Вешкельского сельского поселения Суоярвского муниципального района               | 26 ноября 2019   | 12883       |
|      | Флаг Видлицкого сельского поселения Олонецкого национального муниципального района    | 3 октября 2019   | 12594       |
|      | Флаг Воломского сельского поселения Муезерского муниципального района                 | 8 августа 2019   | 12598       |
|      | Флаг Идельского сельского поселения Сегежского муниципального района                  | 17 сентября 2013 | 8773        |
|      | Флаг Ильинского сельского поселения Олонецкого национального муниципального района    | 16 декабря 2019  | 12677       |
|      | Флаг Импилахтинского сельского поселения Питкярантского муниципального района         | 26 мая 2016      | 10998       |
|      | Флаг Кестеньгского сельского поселения Лоухского муниципального района                | 27 июня 2013     | 8749        |
|      | Флаг Коверского сельского поселения Олонецкого национального муниципального района    | 14 ноября 2013   | 8925        |
|      | Флаг Коткозерского сельского поселения Олонецкого национального муниципального района | 26 августа 2013  | 8763        |
|      | Флаг Кривопорожского сельского поселения Кемского муниципального района               | 15 августа 2013  | 8740        |
|      | Флаг Куземского сельского поселения Кемского муниципального района                    | 25 июня 2013     | 8743        |
|      | Флаг Куйтежского сельского поселения Олонецкого национального муниципального района   | 17 декабря 2013  | 9085        |
|      | Флаг Летнереченского сельского поселения Беломорского муниципального района           | 10 декабря 2019  | 12885       |
|      | Флаг Лоймольского сельского поселения Суоярвского муниципального района               | 19 декабря 2019  | 12887       |
|      | Флаг Луусалмского сельского поселения Калевальского муниципального района             | 18 октября 2011  | 7317        |

| Флаг | Наименование                                                                          | Дата утверждения | Номер в ГГР |
| ---- | ------------------------------------------------------------------------------------- | ---------------- | ----------- |
|      | Флаг Ляскельского сельского поселения Питкярантского муниципального района            | 18 ноября 2016   | 11204       |
|      | Флаг Малиновараккского сельского поселения Лоухского муниципального района            | 4 октября 2013   | 8754        |
|      | Флаг Мегрегского сельского поселения Олонецкого национального муниципального района   | 29 ноября 2013   | 8930        |
|      | Флаг Михайловского сельского поселения Олонецкого национального муниципального района | 24 апреля 2013   | 8405        |
|      | Флаг Найстенъярвского сельского поселения Суоярвского муниципального района           | 24 марта 2020    | 13131       |
|      | Флаг Паданского сельского поселения Медвежьегорского муниципального района            | 23 июля 2018     | 11989       |
|      | Флаг Пенингского сельского поселения Муезерского муниципального района                | 9 июня 2020      | 13133       |
|      | Флаг Плотинского сельского поселения Лоухского муниципального района                  | 24 июня 2013     | 8759        |
|      | Флаг Поросозерского сельского поселения Суоярвского муниципального района             | 25 апреля 2017   | 11423       |
|      | Флаг Рабочеостровского сельского поселения Кемского муниципального района             | 6 августа 2013   | 8746        |
|      | Флаг Ребольского сельского поселения Муезерского муниципального района                | 18 мая 2017      | 11417       |
|      | Флаг Салминского сельского поселения Питкярантского муниципального района             | 16 августа 2016  | 11143       |
|      | Флаг Суккозерского сельского поселения Муезерского муниципального района              | 16 июля 2019     | 12604       |
|      | Флаг Сумпосадского сельского поселения Беломорского муниципального района             | 27 сентября 2019 | 12606       |
|      | Флаг Толвуйского сельского поселения Медвежьегорского муниципального района           | 29 мая 2014      | 9822        |
|      | Флаг Туксинского сельского поселения Олонецкого национального муниципального района   | 30 августа 2013  | 8768        |
|      | Флаг Харлуского сельского поселения Питкярантского муниципального района              | 18 ноября 2016   | 11210       |
|      | Флаг Чёлмужского сельского поселения Медвежьегорского муниципального района           | 13 ноября 2017   | 11587       |

## Упразднённые флаги
| Флаг | Наименование                                                            | Дата утверждения | Дата отмены     |
| ---- | ----------------------------------------------------------------------- | ---------------- | --------------- |
|      | Флаг Калевальского национального района                                 | 28 июля 2006     | 17 октября 2019 |
|      | Флаг Боровского сельского поселения Калевальского муниципального района | 14 ноября 2011   | 25 ноября 2013  |

| Флаг | Наименование                                                         | Дата утверждения | Дата отмены  |
| ---- | -------------------------------------------------------------------- | ---------------- | ------------ |
|      | Флаг Вепсской национальной волости                                   | 16 мая 2000      |              |
|      | Флаг Чупинского городского поселения Лоухского муниципального района | 19 декабря 2008  | 6 марта 2013 |